# Saman (danza)

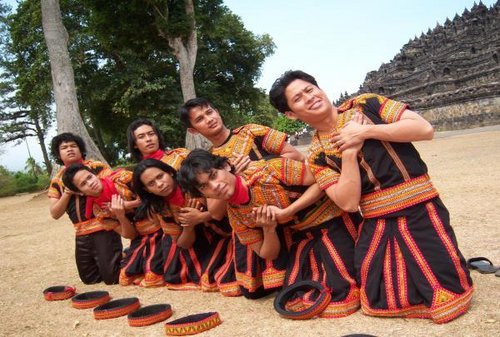
Danza Saman

La danza Saman (letteralmente danza delle mille mani) è una delle danze tradizionali dell'Indonesia. Ha le sue origini nella tribù di Gayo, facente parte dell'etnia Aceh, originaria dell'isola di Sumatra. La danza viene normalmente messa in scena durante occasioni speciali, eccezionali o particolari. È caratterizzata da un ritmo veloce e dalla sincronia dei movimenti di tutti i danzatori. Questi due elementi sono la chiave della Saman e della sua popolarità in tutta l'Indonesia.
Il 24 novembre 2011 l'UNESCO ha ufficialmente riconosciuto la danza Saman degli acehnesi come patrimonio orale e immateriale dell'umanità, degno quindi di ricevere urgente protezione da parte dell'UNESCO.
L'associazione del turismo dell'ASEAN (ASEANTA) ha riconosciuto la danza Saman come il miglior sforzo di preservazione culturale dell'ASEAN ai venticinquesimi Premi per l'Eccellenza dell'ASEANTA nel 2012.

## Descrizione
La danza viene effettuata da un gruppo di persone in fila, accompagnati da un musicista. In origine il gruppo era composto solamente da elementi maschili, ma in epoche moderne è diventato più comune vedere danzatrici di Saman di sesso femminile. Il musicista suona in genere percussioni come il kendang (tamburo con entrambe le estremità percuotibili tipico di Java), iniziando la canzone prima che i danzatori inizino la propria esibizione. La musica contiene elementi folkloristici tipici di Aceh uniti ad elementi della musica islamica, entrambi cantati o no a seconda delle decisioni della compagnia di danzatori che li interpretano. Il limite di tempo minimo per una canzone (con conseguente breve danza) dura dai 15 ai 20 minuti.

## Performance
Una tipica performance di danza Saman è costituita da diversi elementi: dopo un breve saluto da parte del musicista, i danzatori entrano sul palco formando un'unica fila e sedendosi in modo simile alla seduta seiza giapponese. Quando la canzone inizia ad essere suonata, il testo iniziale generalmente racconta a passo medio la storia della cultura Gayo. I danzatori iniziano a muovere le mani ritmicamente, seguendo la musica e cantando insieme al musicista. Con il continuare della musica, i movimenti si estendono anche a braccia, testa e tutta la parte superiore del corpo. La posizione della seduta può variare a seconda della velocità della musica. L'elemento chiave della danza Saman è che tutti i danzatori devono muoversi allo stesso tempo, creando una linea di gesti omogenea. Nel momento in cui la musica diventa più veloce e i movimenti più energetici, la canzone finisce all'improvviso e gli attori escono di scena.